# Émile Schuffenecker
Émile Schuffenecker (Fresne-Saint-Mamès, Franc Comtat, 8 de desembre de 1851 – París, 31 de juliol de 1934) fou un artista postimpressionista francès, pintor, professor d'art i col·leccionista d'art. Amic de Paul Gauguin i Odilon Redon, i un dels primers col·leccionistes d'obres de Vincent van Gogh, Schuffenecker va ser organitzador de l'Exposició del Cafè Volpini, el 1889. La seva pròpia obra, tanmateix, ha estat sovint negligida des de la seva mort.

## Biografia
Claude-Émile Schuffenecker, fill de Nicolas Schuffenecker (1829–1854) i Anne Monnet (1836–1907) va néixer a Frèsne Sant-Mamès (Haute-Saône). El seu pare, un sastre originari de Guewenheim (Alsàcia), va morir quan Émile tenia poc més de dos anys; el mateix any que va néixer el seu germà Amédée a Charentenay (Alt Rin). La vídua amb els seus dos fills es va traslladar a Meudon, prop de París, on vivia part de la família materna i on va trobar feina com a bugadera. Émile va ser criat per la germana de la seva mare, Anne Fauconnet Monnet, i el seu marit Pierre Cornu de París, va estudiar als Germans de les Escoles Cristianes de La Salle, i va començar a treballar en el negoci del seu oncle, una xocolateria i torradora de cafè en el barri de Les Halles.

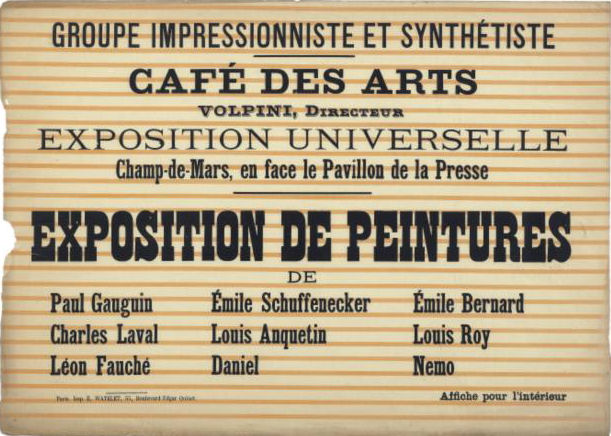
Cartell de l'Exposició de pintures del grup impressionista i sintetista (1889), coneguda com l'Exposició del Cafè Volpini.

El 28 de febrer de 1872, Schuffenecker va començar a treballar amb l'agent de borsa Bertin, on va conèixer Paul Gauguin; van esdevenir amics íntims, "el bon Schuff" l'anomenava. Tots dos solien estudiar els grans mestres del Louvre, i es van inscriure en l'Académie Colarossi. El 1880, Schuffenecker es va casar amb una cosina, Louise Lançon (1860-); la seva filla Jeanne va néixer el 1882 i el seu fill Paul el 1884. En aquests anys, tanmateix, es va produir una crisi econòmica. Sobre l'any 1880 tant Schuffenecker com Gauguin havien guanyat prou diners per deixar Bertin i establir-se pel seu compte, just abans que el projecte francès del canal de Panamà es convertís en un desastre econòmic. Ambdós van optar per seguir una carrera artística, probablement amb ingressos addicionals a la borsa de valors. Llavors, el gener de 1882, es va produir el crac de la Borsa de París i, mentre Gauguin decidir seguir independent, Schuffenecker va sol·licitar el diploma d'ensenyament. Dos anys més tard, va ser fixat per ensenyar dibuix al Lycée Michelet de Vanves, amb el pintor Louis Roy com a company.

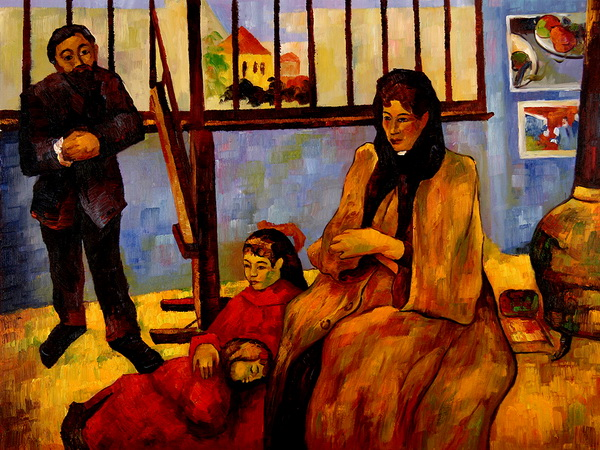
Paul Gauguin, La família Schuffenecker (1889), amb la dedicatòria Souvenir à ce bon Schuffencker (sic).

El 1889, Gauguin va pintar la família Schuffenecker en l'estudi d'Émile. S'ha especulat molt sobre el rerefons del quadre. Quan Gauguin va tornar de Copenhaguen el 1885, deixant allà la família, va ser acollit a casa dels Schuffenecker. Però en tornar de la Bretanya l'any 1890 se'l va demanar que es busqués un altre lloc. El quadre transmet unes relacions tenses entre el matrimoni. Hi havia rumors (probablement iniciats per Émile Bernard que estava enemistat amb Gauguin) del fet que Schuffenecker havia estat enganyat per la seva muller. Es van separar durant anys, i finalment el 1899, la seva muller va demanar el divorci guanyant la custòdia dels fills.
Va deixar el liceu on impartia classes l'any 1914.
Schuffenecker va morir a París, al número 33 del carrer Olivier de Serres, i va ser enterrat al cementiri de Montparnasse el 3 d'agost.

## Artista

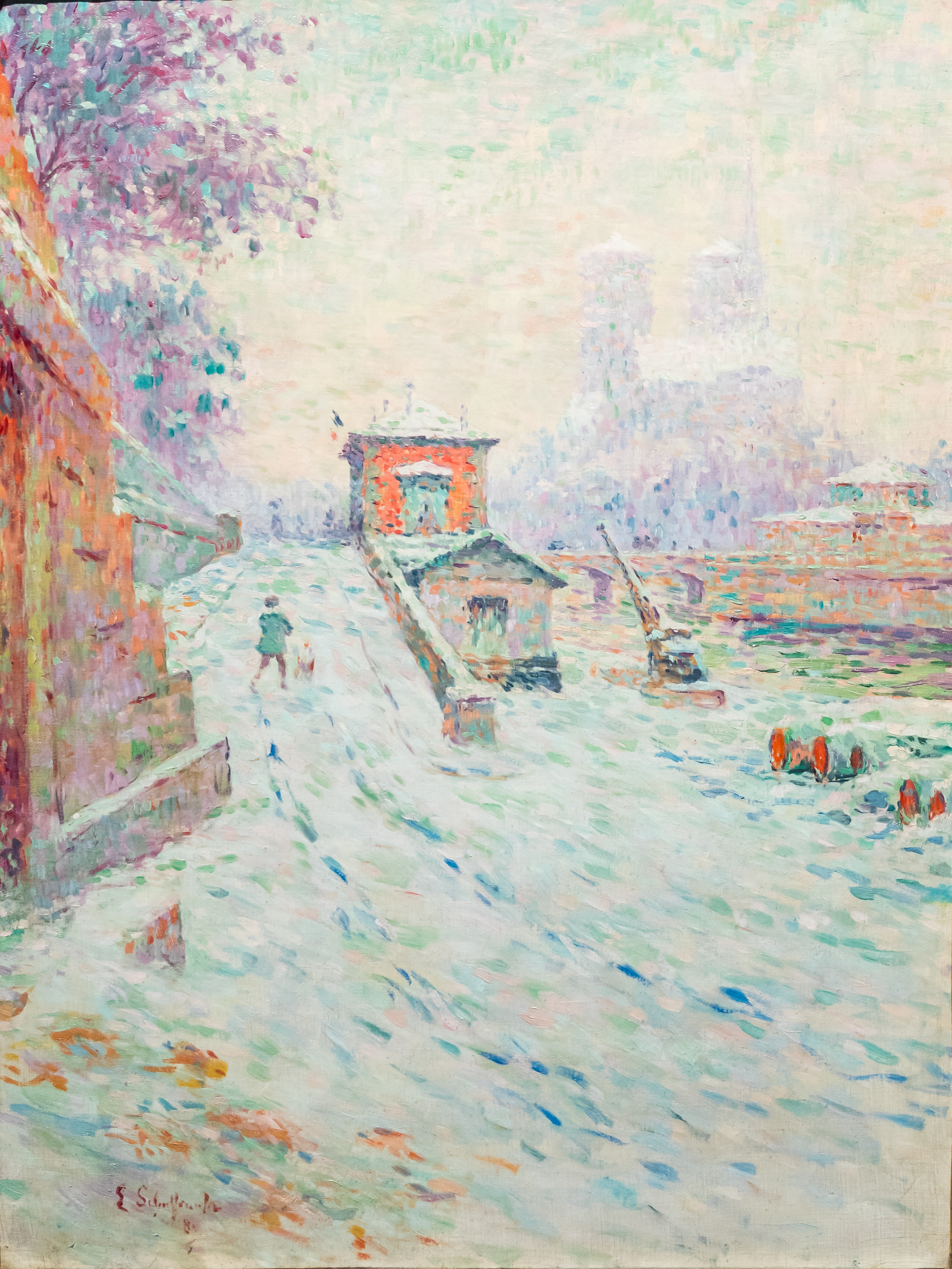
Emile Schuffenecker, Notre-Dame de Paris, 1889

Juntament amb Gauguin, Schuffenecker va estudiar a l'Académie Suisse, el 1872, i a l'Académie Colarossi, el 1883, però ja s'havia iniciat el 1866 en el taller privat Paul Baudry. El 1869 va rebre una nota destacada en disseny com a alumne del pare Athanase, i de 1872 a 1881, va continuar la seva formació amb Carolus-Duran, incloent-hi l'admissió al Saló de París anual. Els anys 1882 i 1883, tanmateix, les seves pintures van ser rebutjades pel jurat del Saló. Tot seguit, el 1884, Schuffenecker es va unir a la Société des Artistes Indépendants i, l'any 1886, als impressionistes en la seva vuitena i última exposició. Entre les seves obres cal esmentar Els penya-segats de Concarneau (Musée des Beaux-Arts, Tours).

## Col·leccionista d'art
Jean de Rotonchamp, primer biògraf de Gauguin, va descriure el 1906 la col·lecció de Schuffenecker al número 14 del carrer Durand-Claye. A més de quadres de Gauguin com El Crist groc i algunes de les seves ceràmiques, hi havia obres de Cézanne i de Vincent van Gogh: El carter, un Verger d'oliveres, El bo samarità, una Arlesiana i una versió d'Els gira-sols. Completaven la col·lecció unes estampes ukiyo-e i alguns Redon.
Des del final de la dècada del 1920, se sospita que Schuffenecker va plagiar obres d'altres artistes contemporanis com Vincent van Gogh.
Alguns esbossos i dibuixos proven que Schuffenecker va estudiar detalladament obres de Van Gogh de la seva col·lecció. Però hi ha també evidència que Schuffenecker va anar un pas més enllà i va "completar" pintures que considerava inacabades. El 1927, ell mateix va admetre haver "acabat" l'Arbre gran de Montbriand, llavors en la col·lecció de Maurice Gangnat, així com altres obres de Paul Cézanne: un paisatge de L'Estaque així com un retrat de la seva muller i una vista de la bassa de Jas de Bouffan. Presumiblement, Schuffenecker també va retocar lleugerament versions d'Els gira-sols de Van Gogh i El jardí de Daubigny, tots dos en la seva col·lecció des del 1894. El motiu que va explicar a Maximilien Gauthier era senzillament per adaptar el quadre al marc que tenia a mà.